# Brunettia novemnotata
Brunettia novemnotata är en tvåvingeart som först beskrevs av Enrico Adelelmo Brunetti 1911.  Brunettia novemnotata ingår i släktet Brunettia och familjen fjärilsmyggor. Inga underarter finns listade i Catalogue of Life.